# Bancs ghetto
Les bancs ghetto, (en polonais : getto ławkowe) est une forme de ségrégation officielle dans le placement des étudiants juifs, introduite dans les universités polonaises, tout d'abord en 1935 à l'université nationale polytechnique de Lwów (maintenant Lviv en Ukraine). En 1937, quand cette pratique est légalisée sous conditions, la majorité des recteurs des autres institutions académiques l'adoptent. Dans le système des ghetto ławkowe, les étudiants juifs sont forcés, sous peine d'exclusion, de s'asseoir dans la partie gauche de l'amphithéâtre ou de la salle de cours, qui leur est réservée. Cette politique officielle de discrimination est souvent accompagnée d'actes de violence dirigés contre eux par les membres de l'ONR (Camp national-radical), mouvement déclaré illégal seulement trois mois après sa formation en 1934, et d'autres organisations antisémites d'extrême droite.
La mise en place des bancs ghetto marque une montée de l'antisémitisme en Pologne dans l'entre-deux-guerres. « Elle suscite non seulement l'hostilité des Juifs, mais aussi de beaucoup de Polonais. » « Les étudiants juifs protestent contre cette politique avec quelques Polonais qui les soutiennent » en restant debout pendant les cours au lieu de s'asseoir. La ségrégation continue jusqu'à l'invasion de la Pologne par l'Allemagne, déclenchant la Seconde Guerre mondiale. L'occupation de la Pologne de 1939 à 1945 par l'Allemagne nazie met fin à l'ensemble du système éducatif polonais.

## Contexte
Le pourcentage de Juifs par rapport à la population totale de la Pologne croit considérablement pendant la guerre civile russe. Plusieurs centaines de milliers de Juifs accroissent ainsi la minorité juive polonaise déjà assez nombreuse et vivant principalement dans les grandes zones urbaines,. Ils sont considérés comme des étrangers en Pologne, car ils font partie des communautés juives européennes les moins assimilées à cette époque, tout en formant la seconde minorité par son importance avec environ 10 % de la population totale de la deuxième république de Pologne. La présence juive dans les institutions scolaires commence à croitre dès la Première Guerre mondiale, et comme la culture juive encourage grandement l'éducation,, le nombre d'étudiants juifs dans les universités polonaises pendant l'entre-deux-guerres est hors de proportion comparé à celui des Polonais non-juifs. Au début des années 1920, les Juifs représentent plus d'un tiers des étudiants dans les universités polonaises. À la même époque, les universités polonaises deviennent un bastion des partisans du mouvement nationaliste et antisémite Démocratie Nationale.
Des propositions de réimplanter le numerus clausus, qui aurait limité l'inscription des Juifs à 10 % du nombre total d'étudiants, soit approximativement le pourcentage de Juifs dans la population polonaise, sont faites dès 1923. Cependant, sa mise en place aurait violé le Traité des minorités polonaises, annexe au traité de Versailles de 1919, et donc les demandes sont rejetées. Malgré ces premières objections, la Pologne renoncera à l'application de ce traité en 1934. Le nationalisme polonais et l'hostilité à l'égard des minorités, et principalement des Juifs redoublent. Les politiques discriminatoires à l'encontre des Juifs dans l'éducation en Pologne prolongent les pratiques du numerus clausus de l'Empire russe, mises en place par les tsars lors des partages de la Pologne. Les quotas imposés dans le domaine de l'éducation entrainent de fait une limitation de la participation juive dans la vie publique. Ces décisions prises maintenant localement unissent les Polonais de souche, mais divisent la nation en tant que telle.
Différents moyens pour limiter le nombre d'étudiants juifs sont adoptés afin de réduire leur rôle dans la vie économique et sociale en Pologne. La situation des Juifs va s'améliorer sous Józef Piłsudski,, mais après sa mort en 1935, le mouvement Démocratie nationale regagne en puissance et le statut des Juifs se détériore. La ligue étudiante Liga Zielonej Wstążki (Ligue du ruban vert), créée en 1931, distribue des tracts antisémites et appelle au boycott des commerces juifs et à l'établissement du numerus clausus,. En 1934, un groupe de rabbins adresse une pétition à l'archevêque de Varsovie, Aleksander Kakowski, afin de mettre fin au déchaînement de la jeunesse. Dans sa réponse, Kakowski reconnait que les incidents sont regrettables, mais déclare aussi que les journaux juifs infectent la culture populaire avec leur athéisme.
L'agitation contre les étudiants juifs s'intensifie pendant la Grande Dépression de 1929 et par la suite, quand le chômage commence à affecter la classe intellectuelle polonaise. Les demandes se font de plus en plus pressantes de diminuer le nombre de Juifs en science et en économie de façon à laisser la place aux Polonais chrétiens. En novembre 1931, des violences éclatent dans plusieurs universités pour accompagner ces demandes. Le statut d'autonomie des universités contribue à accroitre ces violences ,, car de nombreux recteurs d'universités refusent d'appeler la police pour protéger les étudiants juifs des attaques sur les campus, et ne prennent aucune action contre les étudiants impliqués dans les violences antijuives,.

## Tentatives de légalisation d'une ségrégation des sièges
En 1935, les étudiants membres de Démocratie nationale et du Camp national-radical, influencés par les Lois de Nuremberg promulguées par l'Allemagne nazie demandent que les Juifs soient relégués dans une partie séparée de la classe appelée bancs ghetto. La majorité des étudiants juifs refusent cette relégation, la considérant comme une violation de leurs droits civiques. Dans certaines universités, les étudiants polonais contraignent violemment les étudiants juifs à s'asseoir sur les bancs qui leur sont destinés,.
Après la mort de Piłsudski en 1935, des émeutes anti-juives éclatent à l'université de Varsovie et à l'École polytechnique de Varsovie. La violence se propage des campus aux rues de Varsovie. Par la suite, celle-ci s'étend à d'autres universités de Pologne. Aux violences des étudiants polonais, répond la violence d'étudiants juifs de l'Association sioniste universitaire Kadimah (Akademicki Związek Syjonistyczny "Kadimah") qui s'attaquent aux étudiants polonais. En novembre 1935, à la suite de vagues ininterrompues de violences antijuives, les autorités décident de fermer temporairement les institutions universitaires de Varsovie. La presse de Démocratie nationale en rend responsable les Juifs qui refusent de respecter les places que leur imposent les étudiants polonais.

## Introduction des bancs ghetto

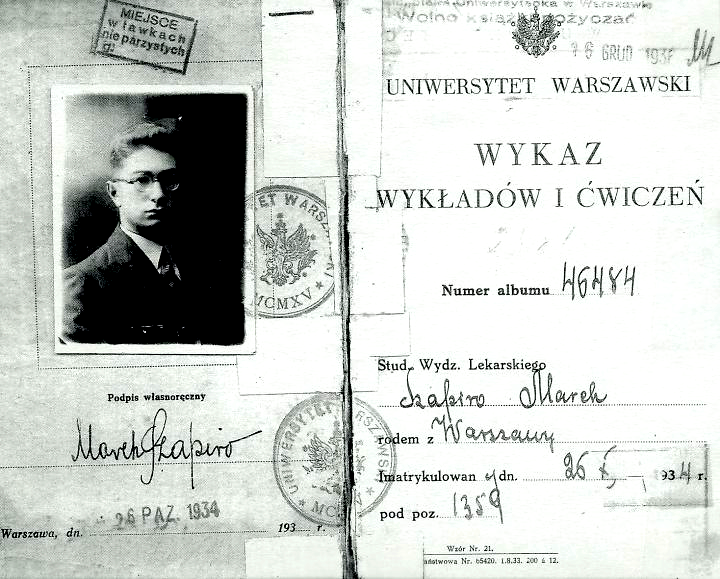
Carte d'identification d'un étudiant juif de l'université de Varsovie en 1930. En plus du tampon rond officiel de l'université, le tampon rectangulaire au-dessus de la photo, mentionne qu'il doit s'asseoir sur les bancs ghetto

Alors que dans un premier temps le gouvernement polonais s'oppose à la politique de ségrégation, les universités jouissant d'une certaine autonomie, sont capables d'imposer leurs propres lois. Les bancs ghetto sont officiellement instaurés en décembre 1935, tout d'abord à l'Université nationale polytechnique de Lviv (Lwów Polytechnic). À la suite de violentes attaques contre les étudiants juifs, l'administration de l'université impose que ceux-ci devront dorénavant s'asseoir à certains emplacements, sous menace d'expulsion. Des sanctions sont appliquées à ceux qui s'absentent pour protester contre la ségrégation. La démarche de légalisation des bancs ghetto est contestée par la communauté juive, qui y voit un dangereux précédent. Les bancs ghetto sont critiqués par les députés juifs au Sejm (Diète de Pologne). En janvier 1936, une délégation de la communauté juive de Lwów (actuellement Lviv) rencontre le ministre de l'éducation de Pologne, qui promet de discuter le problème avec les dirigeants de l'université, et en février 1936, le conseil scientifique de l'Université polytechnique de Lwów annule les bancs ghetto.
Le recul de la cause ségrégationniste à Lwów, n'arrête pas l'établissement de bancs ghetto dans d'autres universités polonaises. Les organisations de jeunesse nationaliste, dont l'Obóz Zjednoczenia Narodowego (Camp d'unité nationale), le Związek Młodej Polski (Union de la jeune Pologne), le Młodzież Wszechpolska (Jeunesse polonaise) et la Narodowa Demokracja (Démocratie nationale), réaffirment leur demande pour des bancs ghetto. Le ministre de l'éducation à Varsovie est opposé aux bancs ghetto, déclarant que le numerus clausus est en violation de la constitution et affirme que « les ghettos d'étudiants ne seront pas introduits dans les universités polonaises. ». À la suite de sérieuses émeutes à l'université, le ministre condamne ce patriotisme zoologique, mais est obligé d'abandonner son opposition, espérant que l'introduction des bancs ghetto mettra fin aux émeutes.
Les nationalistes obtiennent finalement gain de cause en 1937 quand par décision ministérielle, les universités se voient accorder le droit de réguler la répartition des sièges entre étudiants polonais et juifs. Le 5 octobre 1937, le recteur de l'École polytechnique de Varsovie décide l'établissement de bancs ghetto dans les amphithéâtres . Dans les jours qui suivent, des instructions similaires sont prises dans d'autres universités de Pologne. Plus de 50 professeurs polonais de renom critiquent l'application des bancs ghetto et refusent de les introduire dans leurs salles ou d'appliquer un quota, mais leur voix est ignorée. Parmi ces professeurs, on trouve l'historien médiéviste Marceli Handelsman, le sociologue Stanisław Ossowski, le philosophe Tadeusz Kotarbiński et l'historien en littérature Manfred Kridl. Accompagnés de quelques étudiants polonais, ils refusent de s'asseoir afin de protester contre ces décisions.
Le recteur Władysław Marian Jakowicki de l'université Étienne Báthory de Wilno (maintenant Vilnius) démissionne de ses fonctions pour protester de l'introduction des bancs ghetto. Le seul recteur qui refuse d'introduire les bancs ghetto dans son université est le professeur Stanisław Kulczyński de l'Université de Lwów. Devant signer la décision d'introduire des bancs ghetto, il démissionne pour ne pas avoir à signer,. À la suite de sa démission, l'ordre d'instauration d'une ségrégation des sièges est signée dès le lendemain matin par le vice-recteur. La seule faculté de Pologne, qui n'a pas eu de bancs ghetto est celle de l'hôpital pour enfants de l'Université Piłsudski de Varsovie, dirigé par le professeur Mieczysław Michałowicz, qui refuse d'obéir aux ordres du recteur.
En décembre 1937, un manifeste contre les bancs ghetto est signé par cinquante-six professeurs des universités de Varsovie, Poznań et Wilno. Cette liste comprend de nombreuses sommités du monde universitaire, tels que le philosophe Tadeusz Kotarbiński, les sociologues Józef Chałasiński, Stanisław Ossowski et sa femme Maria Ossowska, Jan Stanisław Bystroń, les biologistes Stanisław Kulczyński et Jan Dembowski, le psychologue Władysław Witwicki, le physicien Konstanty Zakrzewski et les historiens Seweryn Wysłouch, Tadeusz Manteuffel et Natalia Gąsiorowska.
L'introduction des bancs ghetto est critiquée internationalement. Plus de 300 professeurs britanniques signent un manifeste contre cette ségrégation. L'International League for Academic Freedom de New York publie une lettre ouverte signée par 202 professeurs condamnant les bancs ghetto comme « étrangers à l'esprit de la liberté académique ».
Malgré les arguments développés par le gouvernement de la coalition Sanacja que l'introduction des bancs ghetto arrêterait les troubles, les violences anti-juives continuent, conduisant à des heurts de plus en plus violents entre étudiants polonais et étudiants juifs, pendant lesquels deux étudiants juifs sont tués,. Certains professeurs polonais hostiles à la politique de ségrégation sont même victimes d'agressions ou de tentatives d'assassinat,.

## Suites de la décision
Le principe des bancs ghetto et les autres manifestations antisémites des étudiants polonais conduisirent à des actes de vengeance chez certains étudiants juifs de l'Université polytechnique de Lwów, lors de l’invasion soviétique de la Pologne en 1939 à la suite de la signature du Pacte germano-soviétique.
La pratique de la ségrégation des sièges pour les étudiants juifs en Pologne se termine avec l'invasion de la Pologne au début de la Seconde Guerre mondiale. La presque totalité des institutions universitaires polonaises sont fermées, bien que l'Université polytechnique de Lwów continue de fonctionner. Presque tous les Juifs polonais périssent dans la Shoah entre 1939 et 1945.